# Port lotniczy Sainte Marie
Port lotniczy Sainte Marie (IATA: SMS, ICAO: FMMS) – port lotniczy położony na wyspie Nosy Boraha, w regionie Analanjirofo, w prowincji Toamasina, na Madagaskarze.

## Linie lotnicze i połączenia
| Linia Lotnicza | Kierunek                                |
| -------------- | --------------------------------------- |
| Air Madagascar | 1. Antananarywa 2. Reunion 3. Toamasina |